# Polikarpov I-16
Polikarpov I-16 là một loại máy bay tiêm kích của Liên Xô, nó được đánh giá là một thiết kế cách mạng; nó là máy bay tiêm kích một tầng cánh cánh thấp đầu tiên trên thế giới, ngoài ra nó còn có càng đáp thu vào được để đạt được trạng thái vận hành và người ta đánh giá nó đã "giới thiệu một mốt mới trong thiết kế máy bay tiêm kích." I-16 được đưa vào trang bị vào giữa thập niên 1930 và là xương sống của Không quân Liên Xô tại thời điểm bắt đầu Chiến tranh Thế giới II. Các máy bay tiêm kích nhỏ bé, có biệt danh "Ishak" ("lừa") do các phi công Liên Xô đặt, đã nổi bật trong Chiến tranh Trung-Nhật, Chiến dịch Khalkhyn Gol và Nội chiến Tây Ban Nha—ở đây nó được phe Quốc gia gọi là Rata ("chuột"), còn phe Cộng hòa gọi là Mosca ("ruồi"). Phần Lan đặt biệt danh cho I-16 là Siipiorava ("Sóc bay").

## Biến thể
Có một số sự bất đồng trong các tài liệu về tính năng của các biến thể I-16 cụ thể. Danh sách dưới đây dự vào các nguồn tham khảo.

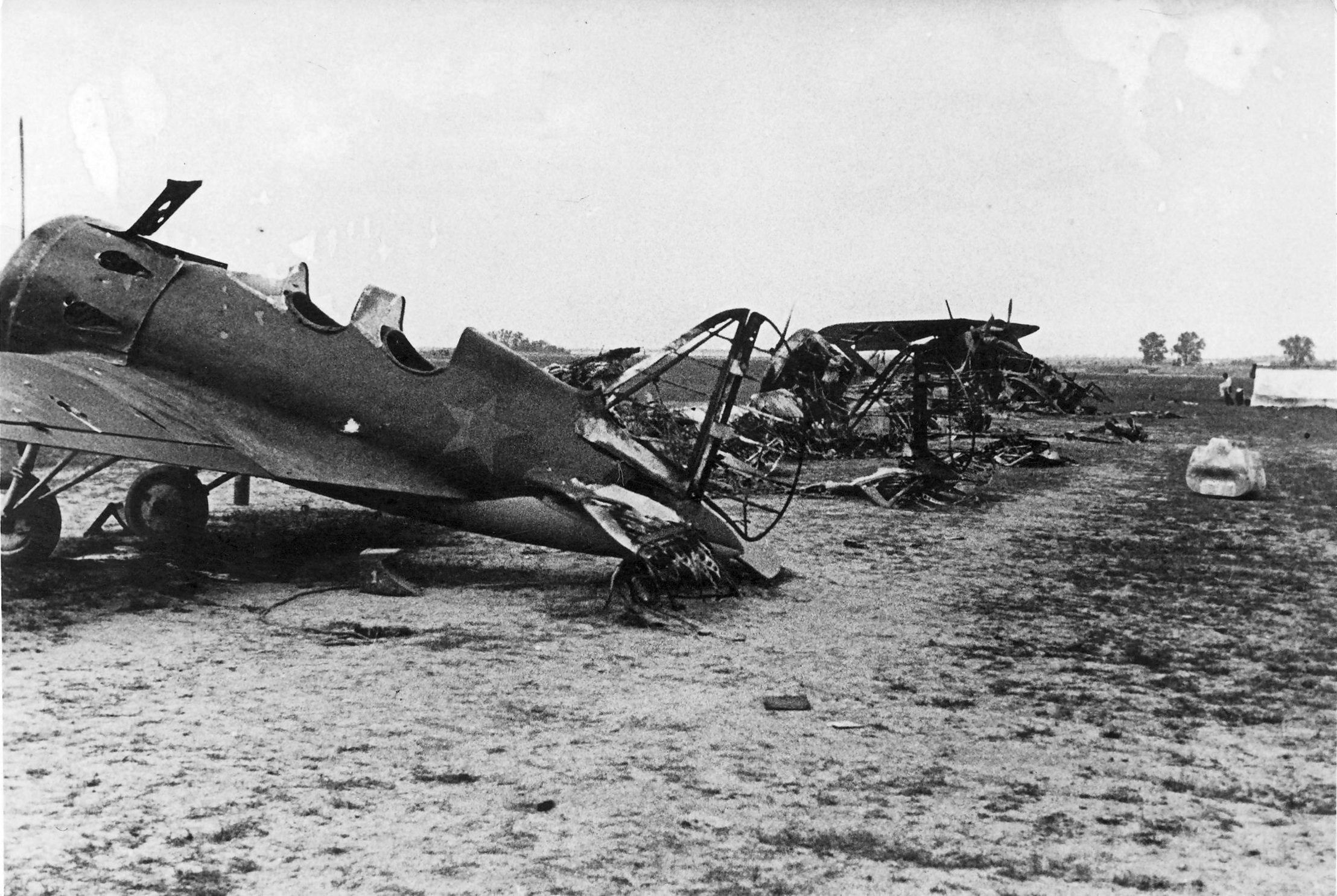
Polikarpov UTI-4, phiên bản huấn luyện 2 chỗ của I-16, năm 1941.

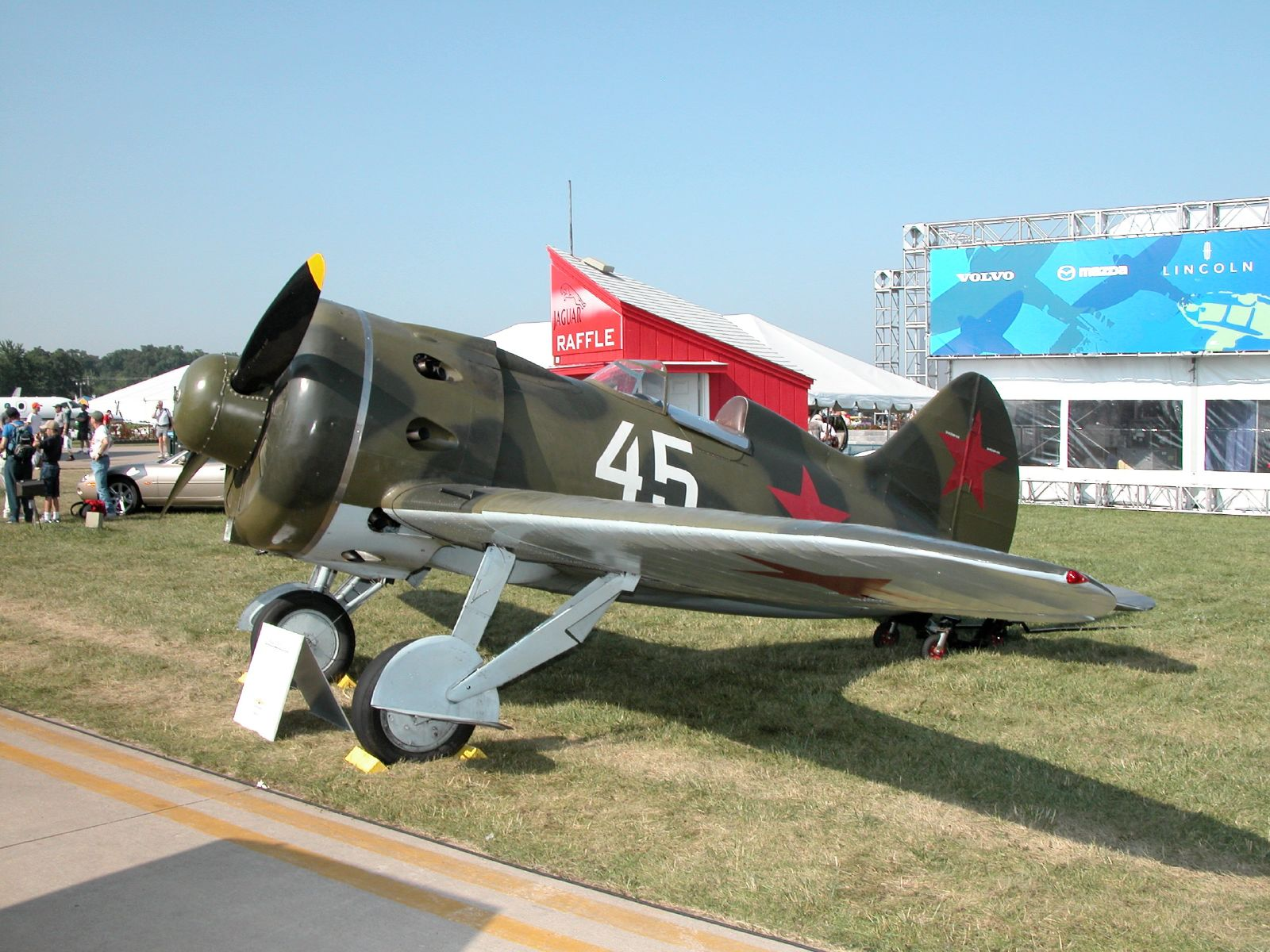
Polikarpov I-16 tại EAA AirVenture Oshkosh 2003

TsKB-12
Mẫu thử đầu tiên, động cơ M-22, 336 kW (450 hp), trang bị 2 súng máy ShKAS ở cánh với 900 viên mỗi khẩu.
TsKB-12bis
Mẫu thử thứ hai, lắp động cơ Wright SGR-1820-F-3 Cyclone 533 kW (715 hp)
TsKB-12P (I-16P)
Mẫu thử lắp pháo ShVAK ở cánh, 150 viên mỗi khẩu.
TsKB-18
Mẫu thử cường kích với động cơ M-22 và buồng lái bọc thép. Trang bị 4 khẩu ShKAS hoặc súng máy PV-1 và 100 kg (220 lb) bom.
TsKB-29 (SPB)
Cánh tà và càng đáp vận hành bằng khí nén, lắp động cơ Wright Cyclone, trang bị 2 khẩu súng máy ShKAS, sử dụng làm máy bay ném bom bổ nhào trong đề án Zveno
I-16 Type 1
Phiên bản sản xuất loạt đầu, lắp động cơ M-22 công suất 358 kW (480 hp).
I-16 Type 4
Phiên bản sản xuất chính thức, lắp động cơ M-22.
I-16 Type 5
Type 4 với động cơ Shvetsov M-25 công suất 522 kW (700 hp).
I-16 Type 6
Lắp động cơ M-25A 545 kW (730 hp).
I-16 Type 10
Trang bị 4 khẩu ShKAS, lắp động cơ M-25B 560 kW (750 hp). Máy bay do Hispano-Suiza chế tạo trang bị động cơ Wright Cyclone R-1820-F-54.
I-16 Type 17
Type 10 với 2 khẩu súng máy ShKAS à 2 khẩu pháo ShVAK, lắp động cơ M-25V 560 kW (750 hp).
I-16 Type 18
Type 10 với động cơ Shvetsov M-62 620 kW (830 hp), có thể mang 2 thùng nhiên liệu 100 l (26 US gal) dưới cánh.
I-16 Type 20
Lắp 4 khẩu ShKAS, phiên bản đầu tiên có thể mang thùng nhiên liệu dưới cánh.
I-16 Type 24
Lắp 4 khẩu ShKAS, lắp động cơ Shvetsov M-63 670 kW (900 hp).
I-16 Type 27
Type 17 với động cơ M-62.
I-16 Type 28
Type 24 với 2 khẩu ShKAS 7.62 mm và 2 khẩu ShVAK 20 mm cannon
I-16 Type 29
2 khẩu ShKAS và 1 khẩu 12.7 mm (0.50 in) UBS. Mang được 4-6 quả rocket RS-82.
I-16 Type 30
Tái trang bị năm 1941-42, lắp động cơ M-63.
I-16TK
Type 10 với bộ tăng áp để tăng khả năng bay cao, đạt vận tốc 494 km/h (307 mph) tại độ cao 8.600 m (28.200 ft), không đưa vào sản xuất.
UTI-1
Phiên bản huấn luyện 2 chỗ của Type 1.
UTI-2
UTI-1 cải tiến với càng đáp cố định.
UTI-4 (I-16UTI)
Phiên bản huấn luyện 2 chỗ của Type 5, hầu hết có càng đáp cố định.

## Quốc gia sử dụng
Cộng hòa Trung Hoa
- Không quân Cộng hòa Trung Hoa

 Nazi Germany
- Luftwaffe

 Phần Lan
- Không quân Phần Lan

 Mông Cổ
- Không quân Lục quân

 Ba Lan

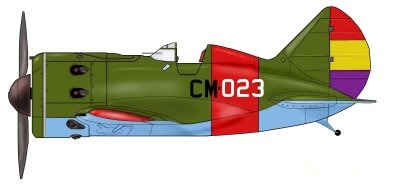
"Mosca" của Không quân Cộng hòa Tây Ban Nha

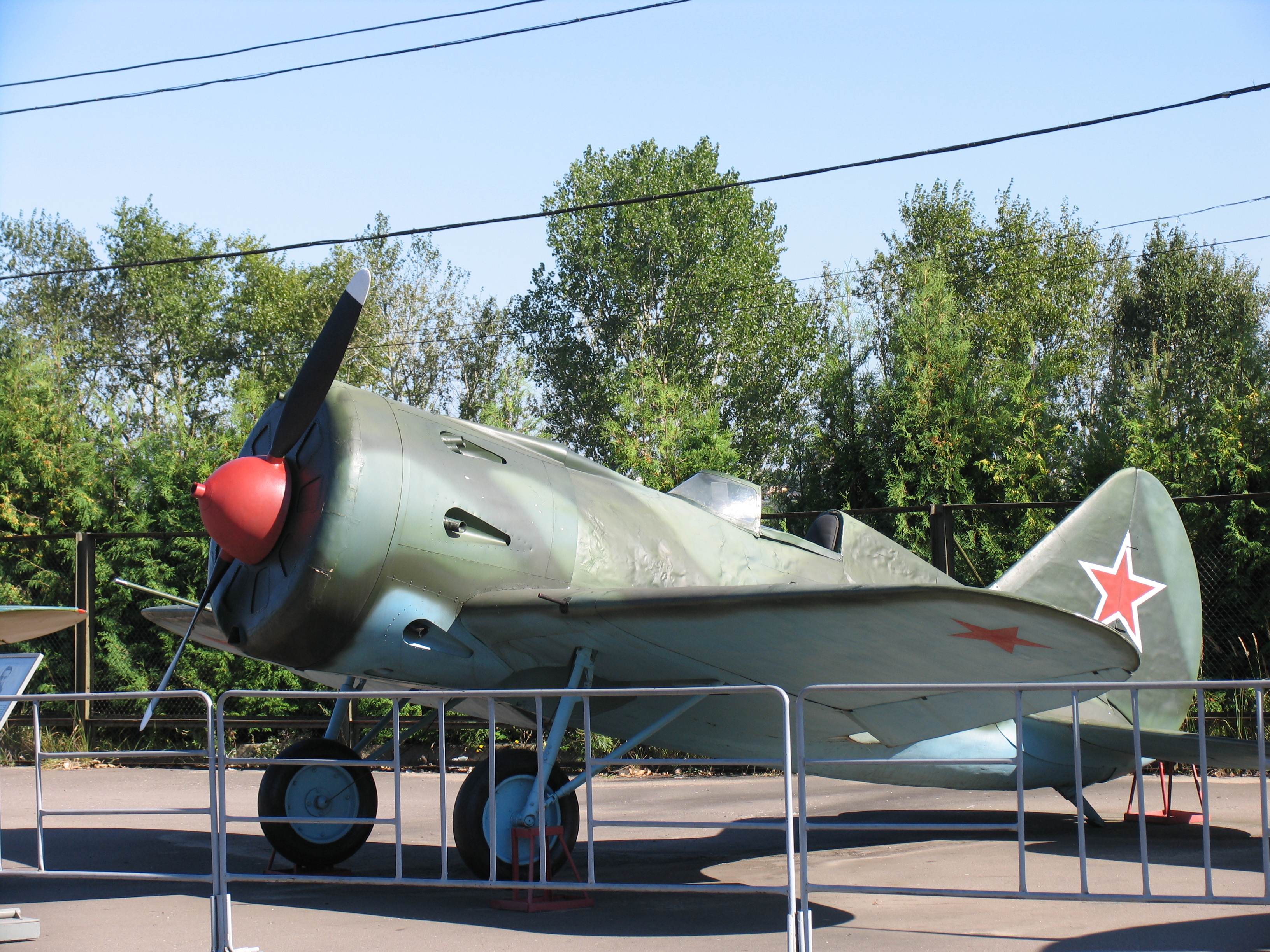
I-16 trưng bày tại bảo tàng ở Moscow

- Không quân Ba Lan có 1 chiếc I-16 (1 Pulk Lotnictwa Myliwskiego) và 2 chiếc UTI-4 (15 Samodzielny Zapasowy Pulk Lotniczy và Techniczna Szkola Lotnicza).[8]

 România
- Không quân Hoàng gia Romania

 Soviet Union
- Không quân Xô viết
- Không quân NKVD

 Cộng hòa Tây Ban Nha
- Không quân Cộng hòa Tây Ban Nha

 Nhà nước Tây Ban Nha
- Không quân Quốc gia Tây Ban Nha

## Tính năng kỹ chiến thuật (I-16 Type 24)[6]

### Đặc điểm riêng
- Tổ lái: 1
- Chiều dài: 6,13 m (20 ft 1 in)
- Sải cánh: 9 m (29 ft 6 in)
- Chiều cao: 3,25 m (10 ft 8 in)
- Diện tích cánh: 14,5 m² (156,1 ft²)
- Trọng lượng rỗng: 1.490 kg (3.285 lb)
- Trọng lượng có tải: 1.941 kg (4.279 lb)
- Trọng lượng cất cánh tối đa: 2.095 kg (4.619 lb)
- Động cơ: 1 × Shvetsov M-63, 820 kW (1.100 hp) lúc cất cánh

### Hiệu suất bay
- Vận tốc cực đại: 525 km/h (283 kn, 326 mph) trên độ cao 3.000 m (9.845 ft)
- Tầm bay: 700 km (378 nmi, 435 mi (với thùng nhiên liệu phụ))
- Trần bay: 9.700 m (31.825 ft)
- Vận tốc lên cao: 14,7 m/s (2.900 ft/phút)
- Lực nâng của cánh: 134 kg/m² (27 lb/ft²)
- Lực đẩy/trọng lượng: 346 W/kg (0,21 hp/lb)

### Vũ khí
- 4 × khẩu 7,62 mm (0.30 in) súng máy ShKAS
- 6 × quả rocket RS-82 hoặc 500 kg (1.102 lb) bom